# São José do Hortêncio
São José do Hortêncio is een gemeente in de Braziliaanse deelstaat Rio Grande do Sul. De gemeente telt 4.804 inwoners (schatting 2019).